# Luiz Eugênio Perez
Luiz Eugênio Perez (Orlândia, 5 maggio 1928 – Ribeirão Preto, 14 novembre 2012) è stato un vescovo cattolico brasiliano.

## Biografia
Luiz Eugênio Perez nacque il 5 maggio 1928 a Orlândia, nello stato di San Paolo.
Nel 1941 entrò nel seminario diocesano di Campinas fino al 1947, completando gli studi di filosofia e teologia cattolica presso il seminario di Ipiranga a San Paolo. Terminati gli studi, venne ordinato presbitero l'8 dicembre 1954 dal vescovo Luís do Amaral Mousinho.
Dopo l'ordinazione sacerdotale fu nominato vicario parrocchiale della cattedrale di San Sebastiano e nel 1957 fu nominato vicario economo.
Il 9 marzo 1970 papa Paolo VI lo nominò vescovo di Jales. Ricevette l'ordinazione episcopale l'11 giugno seguente per imposizione delle mani dell'arcivescovo e futuro cardinale Umberto Mozzoni, nunzio apostolico in Brasile.
Negli anni del suo ministero si distinse per il lavoro con la Commissione Pastorale Regionale della Conferenza episcopale brasiliana e incoraggiando l'evangelizzazione attraverso i media. Aveva retto la diocesi per 11 anni quando il 7 giugno 1981 papa Giovanni Paolo II lo nominò vescovo di Jaboticabal. Fu promotore di diverse iniziative pastorali: istituì le assemblee diocesane per la coordinazione delle attività nel territorio e aprì il nuovo seminario diocesano di Nostra Signora del Carmine.
Resse la diocesi per 22 anni, ritirandosi per raggiunti limiti d'età il 25 giugno 2003. Morì a Ribeirão Preto il 14 novembre 2012 all'età di 84 anni.

## Genealogia episcopale e successione apostolica
La genealogia episcopale è:
- Cardinale Scipione Rebiba
- Cardinale Giulio Antonio Santori
- Cardinale Girolamo Bernerio, O.P.
- Arcivescovo Galeazzo Sanvitale
- Cardinale Ludovico Ludovisi
- Cardinale Luigi Caetani
- Cardinale Ulderico Carpegna
- Cardinale Paluzzo Paluzzi Altieri degli Albertoni
- Papa Benedetto XIII
- Papa Benedetto XIV
- Papa Clemente XIII
- Cardinale Bernardino Giraud
- Cardinale Alessandro Mattei
- Cardinale Pietro Francesco Galleffi
- Cardinale Giacomo Filippo Fransoni
- Cardinale Carlo Sacconi
- Cardinale Edward Henry Howard
- Cardinale Casimiro Gennari
- Arcivescovo Pellegrino Francesco Stagni, O.S.M.
- Arcivescovo Henry Joseph O'Leary
- Cardinale James Charles McGuigan
- Cardinale Umberto Mozzoni
- Vescovo Luíz Eugênio Pérez

La successione apostolica è:
- Vescovo Antônio Fernando Brochini, C.S.S. (2002)